# محکوم به نیستی
محکوم به نیستی (با نام اصلی: Life Penalty) یک رمان مهیج نوشتهٔ جوی فیلدینگ محصول سال ۱۹۸۴ است.